# Menen Asfaw
Menen Asfaw (3. dubna 1891, Ambassel, Wollo, Etiopské císařství – 15. února 1962 , Addis Abeba, Etiopské císařství; rodné jméno Walatta Giyorgis) byla od roku 1930 až do své smrti v roce 1962 jako manželka etiopského císaře Haile Selassie I. poslední etiopskou císařovnou.
Menen Asfaw se narodila v Ambasselu v amharském regionu Wollo. Byla dcerou místního šlechtice Asfawa, jantirara z Ambasselu a jeho ženy woizero Sehin Michael, dcery ráse Mikaela z Wollo (vládce regionu). Jejím strýcem z matčiny strany byl pozdější nekorunovaný etiopský císař Ijasu V. (1895–1935, vládl 1913–1916).

## Manželství a rodina

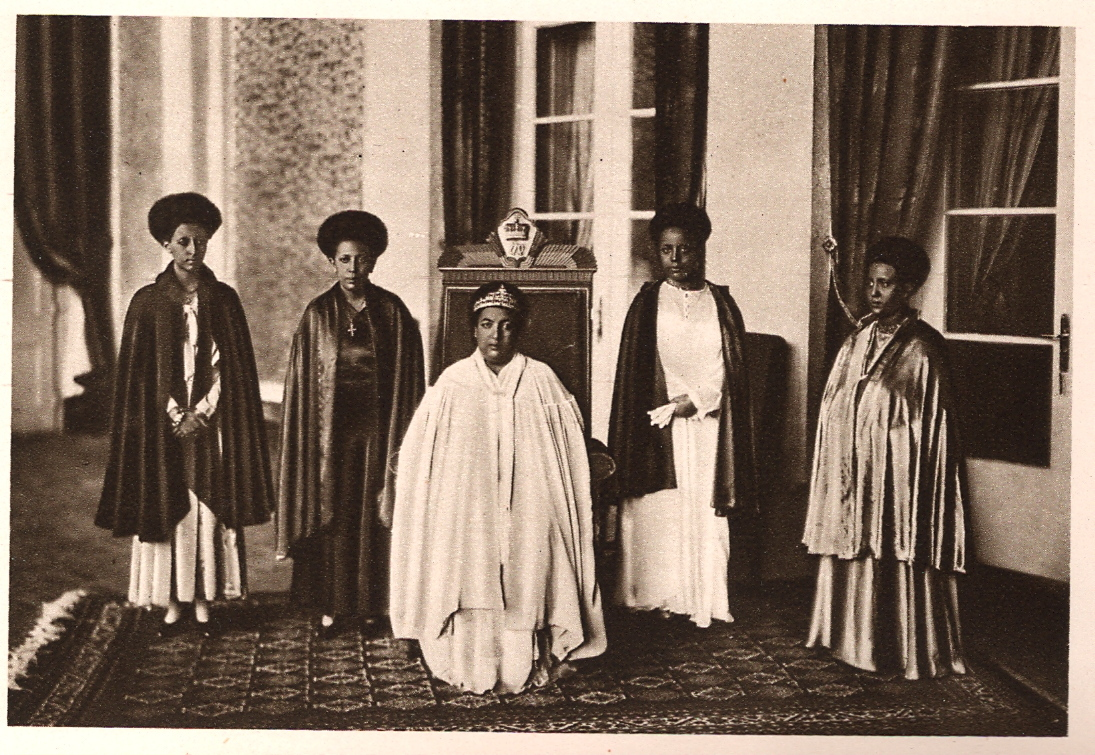
Císařovna Menen Asfaw s dcerami Tenagnework, Tsehai, Zenebework a manželkou korunního prince Wolete Israel Seyoum.

Menen Asfaw byla během svého života provdána čtyřikrát. Za prvního manžela šlechtice dejazmacha Alího z Cherechi byla provdána poměrně brzy, dle místní tradice. Z tohoto manželství se narodil syn jantirar Asfaw Alí a dcera woizero Belajneš Alí. Manželství skončilo rozvodem, po kterém byla Menen její rodinou provdána podruhé, opět za wolloského šlechtice dejazmacha Amede Alí Aba-Dejase. I v tomto svazku měli manželé dva společné potomky, dceru woizero Desta Amede a syna jantirara Gebregziabiher Amede. Po smrti druhého manžela byla na přelomu let 1909 a 1910 zasnoubena s výrazně starším šlechticem ze sousední oblasti Šewa rásem Lul Segedem. Krátce poté se v domě svého strýce Lidže Ijasu měla seznámit se šewským šlechticem Rásem Tafari Makonnenem, který byl příbuzným císaře. Následník trůnu Lidž Ijasu, tohoto využil jako možnosti posílit vazby vlastní rodiny k císařskému rodu a nařídil zrušit naplánované manželství a poslal Menen do Hararu, aby se provdala za Tafari Makonnena.
Za kterého se v roce 1911 skutečně provdala. Ras Tafari se roku 1916 stal regentem za Ijasovu nástupkyni císařovnu Zauditu I. a po její smrti v roce 1930 se sám stal císařem jako Haile Selassie I. a Menen Asfaw jako jeho žena císařovnou (itege). Pár měl šest dětí:
- Tenagnework Haile Selassie (12. ledna 1912 – 6. duben 2003)
- korunní princ Amha Selassie (27. červenec 1914 – 17. únor 1997)
  - Princezna Ijigayehu Amha Selassie (1934–1976)
  - Princezna Maryam Senna Amha Selassie (* 1950)
  - Princezna Sehin Azebe Amha Selassie (* 1951)
  - Princ Zera Jacob Amha Selassie (* 1953)
    - Princezna Lideta

  - Princezna Sifrash Bizu Amha Selassie (* 1959)
- Zenebework Haile Selassie (25. červenec 1917 – 25. březen 1934)
- Tsehai Haile Selassie (13. říjen 1919 – 17. srpen 1942)
- Makonnen Haile Selassie (16. říjen 1924 – 13. květen 1957)
  - Meheret Makonnen (nemanželská dcera)
  - princ Pawlus Wossen Seged Makonnen (* 1947)
  - princ Michael Makonnen (* 1950)
  - princ Dawit Makonnen Makonnen (* 1952)
    - Yokshan Makonnen (* 1978)
    - Joel Makonnen (* 1982)

  - princ Fileppos Taffari Makonnen (* 1954)
    - Dawit Tafari Makonnen (* 1992)
    - Edna Makonnen
    - Isajas Tafari Makonnen (* 1998)

  - princ Baeda Mariam Makonnen (* 1957)
- Sahle Selassie (27. únor 1932 – 24. duben 1962)
  - Princ Ermias Sahle Selassie (* 1960)
    - Christian Sahle Selassie Ermias (* 1992)
    - Rafael Sahle Selassie Ermias (* 1992)

Kromě společných dětí byla Menen Asfaw také nevlastní matkou pro císařovu dceru, která se narodila ještě před uzavřením manželství Romanework Haile Selassie.